# Noworossija
Noworossija (ros. Бронепоезд Новороссия) – lekki pociąg pancerny Białych podczas wojny domowej w Rosji
Pociąg pancerny został utworzony w I poł. września 1919 r. w Odessie. Składał się z parowozu i 2 opancerzonych platform kolejowych (na każdej było zainstalowane działo i 2 ciężkie karabiny maszynowe Maxim). Wchodził w skład Wojsk Obwodu Noworosyjskiego gen. N. N. Szillinga. Jego dowódcą został płk Żurawski. Od października tego roku uczestniczył w walkach z Ukraińcami i bolszewikami na południowej Ukrainie. Wspierał działania oddziału gen. Anatolija N. Rozenszylda von Paulina. W listopadzie płk Żurawski zginął. W styczniu 1920 r. pociąg został pozostawiony w rejonie stacji kolejowej Tyraspol.